# Cryptocarya turbinata
Cryptocarya turbinata är en lagerväxtart som beskrevs av John Wynn Gillespie. Cryptocarya turbinata ingår i släktet Cryptocarya och familjen lagerväxter. Inga underarter finns listade i Catalogue of Life.